# Kuna (langue)
Pour les articles homonymes, voir Kuna.
Le kuna est une langue chibchane parlée par les Kunas, un groupe ethnique amérindien du Panama et du nord de la Colombie.

## Variétés et dialectes
Les bases de données Ethnologue.com et Glottolog.org recensent deux variétés de kuna, : le kuna de San Blas, qui possède les dialectes de Bayano (Alto Bayano, Maje) et de Chuana, et le kuna de la frontière (aussi appelé Caiman Nuevo, cuna de Colombie, Paya-Pucuro).

## Localisation
Le kuna de San Blas est principalement parlé le long de la côte caraïbe à l'est de la capitale Panama, plus précisément dans l'est du comarque de Guna Yala, dans le nord du district de Chepo de la province de Panama, dans les districts de Cémarco et Sambú du comarque Emberá, autour de la baie de San Miguel dans la province de Darien et dans le district de Santa Isabel de la province de Colon,. L’alphabet est constitué de seulement 15 lettres.
Le kuna de la frontière est parlé près de la frontière entre le Panama et la Colombie, dans la région côtière du nord de l'isthme de Panama, le long des côtes occidentales et orientales du golfe d'Urabá et à Arquía, dans les départements d'Antioquia et de Chocó,,.

## Nombre de locuteurs
Le kuna de San Blas est parlé par 57 100 personnes en 2000, dont environ 10 000 vivent dans les villes de Panama et de Colón et dans les plantations de bananes en 1991.
Le kuna de la frontière est parlé par 2 600 personnes en Colombie en 2012 pour un total de 3 500 dans le monde.

## Écriture
| a | b | d | e | g | i | l | m | n | o | r | s | u | w | y |